# Hans Johann Bothmann
Hans Bothmann (ur. 11 listopada 1911 w Lohe-Rickelshof, zm. 4 kwietnia 1946 w Heide) – zbrodniarz niemiecki, komendant obozu zagłady Kulmhof i SS-Hauptsturmführer.
W 1932 wstąpił do Hitlerjugend, a w czerwcu 1933 do SS. We wrześniu 1939, po inwazji III Rzeszy na Polskę, został przydzielony do Policji Bezpieczeństwa (Sipo) w okupowanym Poznaniu. Na wiosnę 1942 Bothmann został komendantem obozu zagłady Kulmhof (Chełmno nad Nerem), zastępując Herberta Langego, i kierował akcją eksterminacyjną polskich Żydów z Wielkopolski i ziemi łódzkiej do marca 1943, gdy transporty wstrzymano. Przez cały okres pełnienia funkcji komendanta obozu, ponosi on odpowiedzialność za śmierć dziesiątek tysięcy ludzi. W kwietniu 1943 Bothmanna (wraz z 85 członkami załogi Kulmhofu) przeniesiono do Jugosławii, gdzie utworzył Sonderkommando przydzielone do dywizji Waffen-SS Prinz Eugen, zajmującej się walką z miejscowymi partyzantami.
Późną wiosną 1944 Bothmann wraz z całą załogą obozu powrócił do Chełmna, które ponownie stało się miejscem eksterminacji Żydów. Miało to miejsce w czerwcu i lipcu 1944. Następnie w sierpniu tego roku, Sonderkommando Bothmann brało udział w likwidacji getta łódzkiego. Przed wkroczeniem wojsk radzieckich, przydzielono go do akcji 1005 (kierowanej przez Paula Blobela), której celem było zatarcie popełnionych przez Niemców zbrodni. Bothmann zajmował się likwidacją obozu w Chełmnie oraz paleniem zwłok pomordowanych tam ofiar.
W styczniu 1945 Bothmann zbiegł do zachodnich Niemiec, gdzie próbował się ukryć. Schwytany jednak przez Brytyjczyków, popełnił samobójstwo (powiesił się) w więzieniu 4 kwietnia 1946.